# Masdevallia ostaurina
Masdevallia ostaurina är en orkidéart som beskrevs av Carlyle August Luer. Masdevallia ostaurina ingår i släktet Masdevallia och familjen orkidéer.
Artens utbredningsområde är Panamá. Inga underarter finns listade i Catalogue of Life.